# Cmentarz unicko-prawosławny w Zamchu

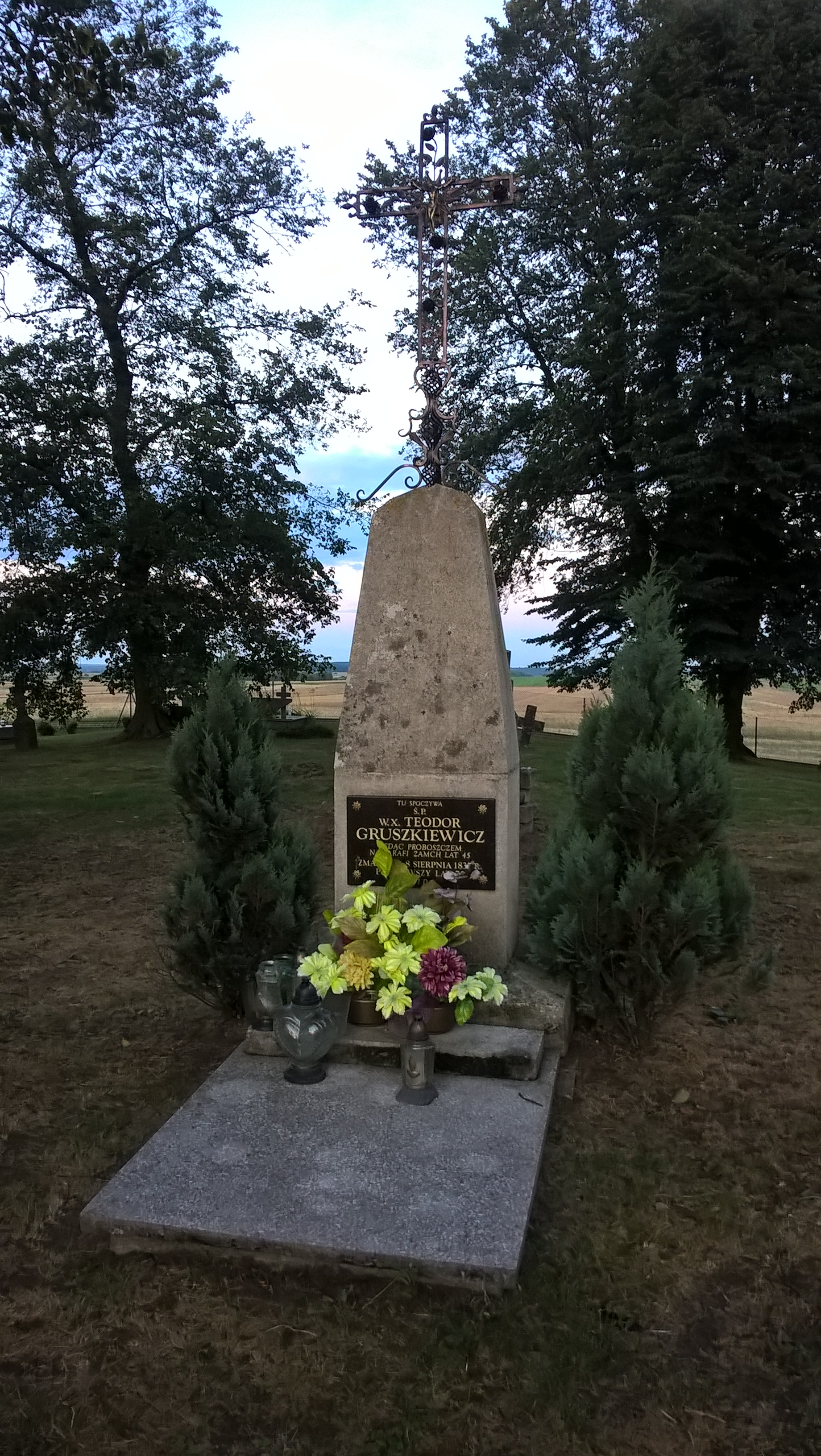
Grób Teodora Gruszkiewicza

Cmentarz unicko-prawosławny w Zamchu – najstarsza część kompleksu cmentarnego „na Nawozach” w Zamchu, nekropolia założona pod koniec w. XVIII lub na początku w. XIX dla unitów, po 1875 użytkowana przez prawosławnych.

## Historia i opis
Dokładna data powstania cmentarza nie jest znana. Został wytyczony na przełomie XVIII i XIX w., zastępując tym samym nekropolię przy miejscowej cerkwi parafialnej. Po przemianowaniu świątyni na prawosławną wskutek likwidacji unickiej diecezji chełmskiej w 1875 cmentarz również zmienił wyznanie. W 1912 nekropolia została poszerzona. Była użytkowana do 1944, do 1919 równolegle ze starym cmentarzem prawosławnym na przeciwległym końcu wsi, a od 1923 równolegle z nowym cmentarzem prawosławnym wytyczonym na zachód od niego. Jednak po 1919 pogrzeby w obrębie starszej nekropolii odbywały się tylko sporadycznie. Po 1945 czynny pozostał tylko nowy cmentarz.
Cmentarz zajmuje o powierzchni 0,56 ha, nie jest podzielony na kwatery. Największa część nagrobków znajduje się w jego centralnej części, na niskim wzniesieniu. Na początku lat 90. XX wieku na terenie nekropolii znajdowało się ok. 40 nagrobków kamiennych, zarówno unickich, jak i prawosławnych. Większość zachowanych pomników to krzyże łacińskie lub prawosławne na postumentach prostopadłościennych z inskrypcjami na ściankach, z nadstawami. Wyróżnia się monumentalny obelisk na postumencie prostopadłościennym na grobie unickiego kapłana Teodora Gruszkiewicza (zm. 1839), monumentalny krzyż na postumencie w tym samym kształcie (z inskrypcji czytelna jest jedynie data 1866), kamienny krzyż na grobie Anny Kotowej z 1869. 
Na cmentarzu rosną lipy, wiązy, klony, jabłonie.